# 大田河 (北盘江)
大田河，位于中国贵州省西南部，是北盘江右岸支流，发源于兴仁县西城西南的大丫口（原属四联乡），东北流经马家屯水库，在兴仁县城西南折向东南，至屯脚镇马路河村转向西南（此段也称马路河），进入安龙县境内，经山背后伏流两段1.3千米，至戈塘镇秧地村折向南，至大窝凼折向东3千米又折东南流，至尖山坡以南普坪镇的罗卜桥（萝卜桥）右纳鲁沟河后折向东，于坡落进洞伏流（此段也称坝子河），穿过笃山溶洞群，至贞丰县四方洞复明流，沿贞丰和册亨两县边界东南流，在册亨县庶连海子伏流5千米，于燕子洞出流，至册亨县的岩架镇浪界注入北盘江（此段又称洛凡河）。河长142千米，河道平均比降9.4‰，流域面积2220平方千米，落差1331米。